# Kawakami Yasushi
Yasushi Kawakami (sinh ngày 8 tháng 5 năm 1963) là một cầu thủ bóng đá người Nhật Bản.

## Sự nghiệp câu lạc bộ
Yasushi Kawakami đã từng chơi cho Shimizu S-Pulse.